# 東筑紫学園高等学校・照曜館中学校
東筑紫学園高等学校・照曜館中学校（ひがしちくしがくえんこうとうがっこう・しょうようかんちゅうがっこう）は、福岡県北九州市小倉北区清水四丁目にある私立高等学校・中学校、理事長は宇城照燿、校長は五十棲錠二。
北九州市をはじめ、行橋市などの京築地域ほか山口県下関市や大分県中津市から通学する生徒もいる。

## 沿革
- 1936年 - 筑紫洋裁女学院として開校[1]。
- 1947年 - 東筑紫技芸学校が東筑紫女子中学校となる[1]。
- 1948年 - 東筑紫高等学校開校[1]。
- 1963年 - 東筑紫短期大学附属中学校・高等学校に改称[1]。
- 1986年 - 東筑紫短期大学附属中学校を東筑紫学園中学校に改称[1]。
- 1989年 - それまでの女子校から男女共学化する。同時に東筑紫学園中学校を照曜館中学校に改称[1]。
- 1992年 - 東筑紫短期大学附属高等学校を東筑紫学園高等学校に改称[1]。

## 設置形態
- 照曜館中学校
- 東筑紫学園高等学校
  - 普通科
    - 照曜館コース（中高一貫だが高校課程からの入学も可能）
    - 特進コース
    - 進学コース
    - 総合（専攻）進学コース
      - 音楽
      - 美術
      - 演劇
      - 体育
      - 服飾

  - 食物文化科

## 制服
男子は学習院風の制服で、照曜館・照曜館中の胸にはローマ字で照曜館の文字が刺繍されている。総合課程部の特進科では校内制服としてねずみ色のトレーナーを着用する。照曜館・照曜館中ではグレーのセーターを着用する。
女子は総合課程部では校内制服として各学年ごとに決められた色のトレーナーを着用する。照曜館・照曜館中では白に近いクリーム色のセーターを着用する。

## 部活動・同好会
運動部
野球部、バスケットボール部、バドミントン部、卓球部、テニス部、剣道部、陸上部、合気道部、サッカー部、ソフトボール部、バレーボール部、ダンス部、体操部、応援部、バトン部、水泳同好会、柔道部、女子ラグビー部
文化部
吹奏楽部、ギター部、写真部、美術部、イラスト部、書道部、文芸・新聞部、弁論部、読書部、茶道部、理科部、食物部、放送部、ESS、パソコン同好会、IT同好会、＊インターアクト部(照曜館コース限定)

## 最寄り駅など
- 九州旅客鉄道（JR九州）南小倉駅
- 西鉄バス北九州清水町バス停・清水交差点バス停

## 系列校
- 東筑紫短期大学
- 九州栄養福祉大学
- 九州リハビリテーション大学校

## 著名な卒業生
- 大江麻理子 - テレビ東京アナウンサー
- 真木将樹 - 元プロ野球選手
- 小関翔太 - 元プロ野球選手（東北楽天ゴールデンイーグルス）
- 吉原正平 - 元プロ野球選手
- 小田大介 - 高校野球指導者 (神村学園高等部監督)
- 高木志歩 - バスケットボール選手
- 小田彩加 - 女性アイドルグループ・HKT48の元メンバー
- 田中圭 - 福岡県弁護士会 大手町法律事務所所属弁護士
- 乙津健太朗 - 株式会社朋栄社 代表取締役社長
- 市原佐都子 - 劇作家

## 学校関係者
- 宇城照燿 - 理事長
- 宇城カ子 - 学校法人東筑紫学園創設者

## 周辺
- 九州栄養福祉大学
- 東筑紫短期大学
- 九州歯科大学
- 福岡県立小倉西高等学校
- 慶成高等学校
- 北九州市立南小倉中学校
- 北九州市立南小倉小学校